# La Colegiala
«La Colegiala» («коллега», или «студентка» на испанском языке) — культовая латиноамериканская песня, написанная в 1975 году Вальтером Леоном Агиларом, лидером перуанского ансамбля кумбии Los Ilusionistas, и ставшая чрезвычайно популярной в начале 1980-х годов колумбийским певцом Родольфо Айкарди, приписывая её Родольфо и су Типика RA7

## Оригинальная версия «Иллюзионистов»
Вальтер Леон Агилар, лидер музыкальной группы кумбия Los Ilusionistas, сочинил песню, вдохновленную молодой девушкой, которая проходила мимо, когда Леон Агилар ехал в общественном автобусе. Он позвонил своему другу, певцу Карлосу Рамиресу Сентено, чтобы спеть и записать песню в первый раз в 1977 году. Песня стала хитом в Перу, в основном в сельских районах его столицы Лимы.

## Рудольфо и его кавер-версия Tipica RA7
Песня была популяризирована во Франции и континентальной Европе в 1980 году благодаря использованию версии Rodolfo y su Tipica RA7 для рекламы Nescafé, транслировавшейся по французскому телевидению. Более длинная версия рекламы Nescafé использовалась в кинотеатрах. Рекламная концепция была первоначально опробована в Эквадоре рекламным агентством Publicis, позже распространилась в других странах Латинской Америки, прежде чем попасть в Европу.
Вскоре версия «Rodolfo y su Tipica» была выпущена в качестве сингла на лейбле RCA, а би-сайд содержал песню «La Subienda», написанную Сеноном Паласио и интерпретированную Габриэлем Ромеро. В результате продажи Nescafé значительно выросли.

## Другие версии
Позже «La Colegiala» была переделана и ремикширована в различных версиях и на разных языках. Известные версии включают ремейки La Sonora Dinamita (1982), Gary Low (1984, немецкая версия Italo disco, продвигаемая на немецкоязычных рынках, в странах Бенилюкса и в Италии; также достигла первого места в Испании), Alex Bueno (1990), Café Latino (1992), Caló (1995) и ещё одна версия в 2007 году, Caló с участием Margarita La Diosa de la Cumbia.
Другие версии были сделаны Gipsy Kings, Жан-Клодом Борелли (Франция), Фаусто Папетти (Италия), Сандрой Ример (Нидерланды), Мигело (Чили), Пастором Лопесом (Венесуэла) и Парчисом (Испания).
В 2017 году The Boy Next Door возродили его в ремиксе. Релиз был приписан The Boy Next Door и Fresh Coast с участием Джоди Бернал.

### Версии на других языках и адаптации
Ричард Готейнер адаптировал его на французский язык под названием «Les frappés du café», Серж Нельсон — как «Les frappés du café (La Colegiala Remix)», а в 2004 году Crooked Stilo переименовал его в «Mis Colegialas». Компания İdo Tatlıses выпустила его на турецком языке под названием «Sen». King África выпустили песню под названием «Africana», с дополнительными изменениями в текстах и музыке. В 2010 году Белль Перес выпустила его с заметными изменениями в текстах на испанском языке.
Саундтрек к индийскому фильму «Ullaasam» содержит песню «Cho Larey», которая основана на "La Colegiala

## Примечание
1. ↑  Nescafé — 1938.
2. ↑  Коллегия. ru.wikiital.com. Дата обращения: 17 октября 2023.
3. ↑  ROCK / WORLD MUSIC: If it sounds familiar . . .: Philip Sweeney on the (англ.). The Independent (8 июля 1992). Дата обращения: 15 октября 2023. Архивировано 15 октября 2023 года.